# Halicampus macrorhynchus
Espèce
Halicampus macrorhynchus, communément nommé poisson-aiguille moustachu ou syngnathe orné, est une espèce de poisson de la famille des syngnathes. 

## Description
Le poisson-aiguille moustachu est un poisson de petite taille qui peut atteindre une longueur maximale de 18 cm.

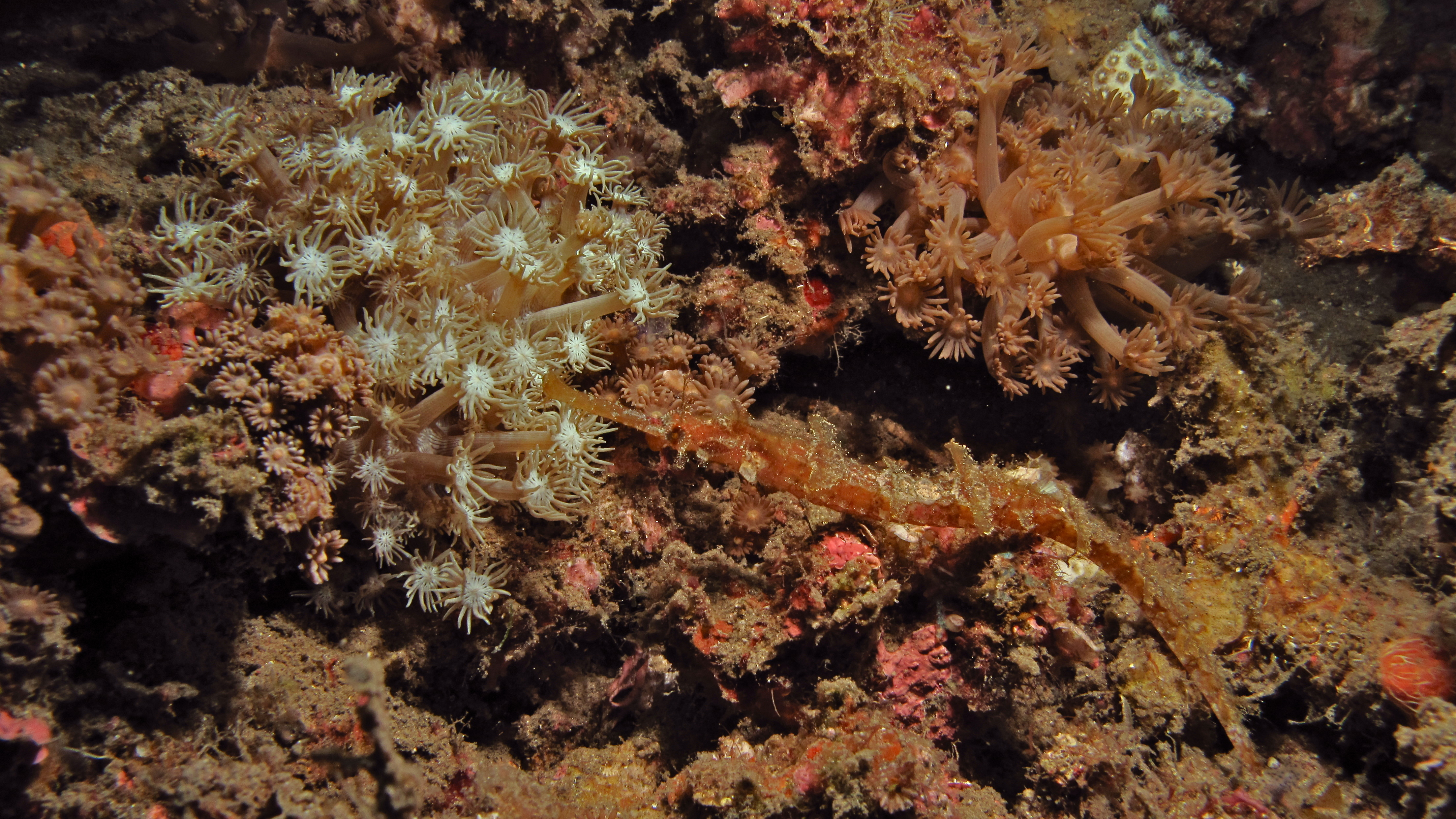
Poisson-aiguille moustachu (Sulawesi, Indonésie)

Son corps fin et allongé est doté de nageoires réduites difficilement observables. La teinte de son corps varie selon son environnement pour un meilleur camouflage. Elles vont du rouge au brun en passant par le vert et le jaune. 
Le corps est parsemé de petites excroissances cutanées, formant comme des paires d'ailettes sur sa face dorsale en général au nombre de huit, ainsi que de petites taches blanchâtres et rosâtres irrégulières.
La tête est petite et ne se distingue pas vraiment du reste du corps. Par contre le museau est long et peut être également couvert d'excroissances cutanées et plus particulièrement à son extrémité.

## Distribution & habitat
Le poisson-aiguille orné est présent dans les eaux tropicales et subtropicales du bassin Indo-Pacifique ouest soit des côtes orientales de l'Afrique, Mer Rouge incluse, jusqu'aux Iles Salomon et du sud du Japon à la région du Queensland en Australie.
Le syngnathe moustachu se rencontre proche du fond dans la zone comprise entre la surface et 25 m de profondeur. Il affectionne les espaces récifaux, sablonneux et caillouteux avec des algues ou des détritus divers parmi lesquels il peut aisément se fondre.

## Biologie
Comme nombre de leurs congénères appartenant à la famille des Syngnathes, le poisson-aiguille moustachu a un mode de vie benthique et est ovovivipare.
Sa reproduction se déroule durant une parade nuptiale où la femelle déposera ses œufs sous la surface ventrale du mâle entre deux replis cutanés formant une sorte de poche protectrice dans laquelle il fécondera ces derniers et les protègera au cours de la période d'incubation.
Le syngnathe orné est un carnivore. Son régime alimentaire est basé sur l'absorption de petits organismes invertébrés et autres crustacés qu'il aspire via son museau tubulaire.